# ناحية الجيزة
ناحية الجيزة إحدى نواحي سوريا تتبع إداريّاً لمحافظة درعا منطقة درعا ومركزها بلدة الجيزة، بلغ تعداد سكان الناحية 21,100 نسمة حسب التعداد السكاني لعام 2004.

## بلدات وقرى ناحية الجيزة
غصم، الجيزة، المتاعية.